# 成川商会
株式会社成川商会（なりかわしょうかい）は、現在は事業を停止した大阪府大阪市北区に本社を置くオートバイ、自動車部品関連の輸入貿易商社であり、日本における外国メーカーの輸入発売元であった。

## 沿革
- 1953年4月8日 - 設立
- 2017年12月31日 - 事業停止

## 輸入発売元
- フィアム（自動車のホーンのみ）
- レオンアート（オートバイ）
- ハートフォード（オートバイ）

嘗ては、ピアッジオおよび系列のアプリリア・モト・グッツィ・ベスパ・ジレラ・デルビ、ソレックスの正規輸入元であったが、これらは2015年10月をもって取り扱いを全て終了し、ピアッジオ系列についてはピアッジオグループジャパン株式会社が取り扱っている。フィアム等、その他の輸入商品も取り扱いを停止し、企業としての活動を停止した。尚、負債を抱えた形での事業停止では無い。